# پولاک ۵۸۰۰
سیارک ۵۸۰۰ (به انگلیسی: 5800 Pollock، نامگذاری:1982UV1) پنج هزار و هشتصدمین سیارک کشف شده‌است که در ۱۶ اکتبر ۱۹۸۲ کشف شد.
قدر مطلق سیارک برابر ۱۲٫۶۰ است.